# Lynne Jewell
Lynne M. Jewell (Burbank, 26 de novembro de 1959) é uma velejadora estadunidense.

## Carreira
Lynne  Jewell representou seu país nos Jogos Olímpicos de 1988, no qual conquistou a medalha de ouro na classe  470. E possui três pratas em mundiais da classe laser radial. 